# Karl Rauber
Karl Rauber (* 29. April 1952 in Güdesweiler) ist ein deutscher Politiker (CDU). Von 1999 an war er Chef der saarländischen Staatskanzlei und seit 2004 zudem Minister für Bundes- und Europaangelegenheiten, ehe er am 10. November 2009 neben der Leitung der Staatskanzlei Landesminister für Bundesangelegenheiten und Kultur wurde. Mit dem Ausscheiden von Ministerpräsident Müller aus seinem Amt schied auch Karl Rauber mit Ablauf des 9. August 2011 aus allen Regierungsämtern.

## Beruf und Politik
Rauber schloss 1971 eine Ausbildung als Bankkaufmann ab. 1986 übernahm er die Stelle des Landesgeschäftsführers der CDU Saar.
Er ist Mitglied des Kreistages St. Wendel (stellvertretender Fraktionsvorsitzender) und Mitglied im Gemeinderat Oberthal (Fraktionsvorsitzender). Während der elften Legislaturperiode (1994–1999) war Rauber Mitglied im Landtag des Saarlandes. Ihm gelang 1999 die Wiederwahl, jedoch legte er sein Mandat nieder, nachdem er am 29. September 1999 zum Staatssekretär, Chef der Staatskanzlei und zum Europabeauftragten der Landesregierung ernannt wurde; für ihn rückte Günter Becker nach.

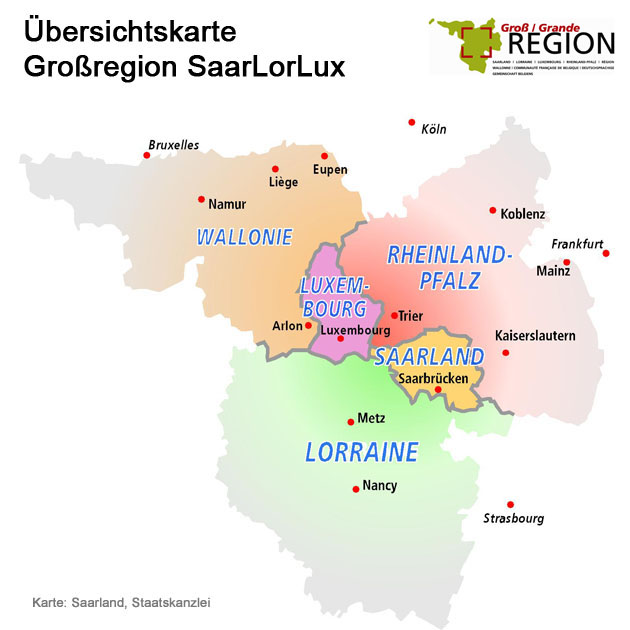
Karte der Großregion Sar-Lor-Lux

Seit den Wahlen zum 13. saarländischen Landtag im Jahr 2004 war Rauber erneut im Landesparlament vertreten. Neben seiner Aufgabe als Staatskanzleichef bekleidete er im Kabinett Müller II auch das Amt des Ministers für Bundes- und Europaangelegenheiten. In besonderer Weise nahm er sich der Weiterentwicklung der Großregion Saar-Lor-Lux an. Im Kabinett Müller III war Rauber Landesminister für Bundesangelegenheiten und Kultur.
Rauber ist Mitglied in mehreren Aufsichtsräten, unter anderem bei der Saarland-Sporttoto GmbH, beim Weltkulturerbe Völklinger Hütte und beim Saarländischen Rundfunk.

## Persönliches
Karl Rauber ist römisch-katholisch, verheiratet und hat drei Kinder. Er lebt in Marpingen.

## Auszeichnungen – Ehrungen
Auf Grund seiner Verdienste um die Entwicklung der deutsch-französischen Beziehungen wurde Rauber im Oktober 2009 vom französischen Staatspräsidenten der Orden Ritter der Ehrenlegion (Chevalier de la Légion d’Honneur)  verliehen.

## Kritik
Laut Saarbrücker Zeitung vom 4. Januar 2011 gilt Karl Rauber als der Hauptverantwortliche für die unterstützenden Finanzkonstruktionen des umstrittenen Parks Gondwana – Das Praehistorium. Der Rechnungshof des Saarlandes warnte davor, dass in den nächsten 25 Jahren ein Gesamtschaden von 44 Millionen Euro entstehen könne. Ein zwischenzeitlich eingesetzter Untersuchungsausschuss kam jedoch zu einer anderen Bewertung. Der Untersuchungsausschuss räumte die Bedenken des Rechnungshofes weitgehend aus, zeigte aber auch, dass die Bewertung des Projekts vor allem eine politische Frage ist.